# 英雄的な子守歌

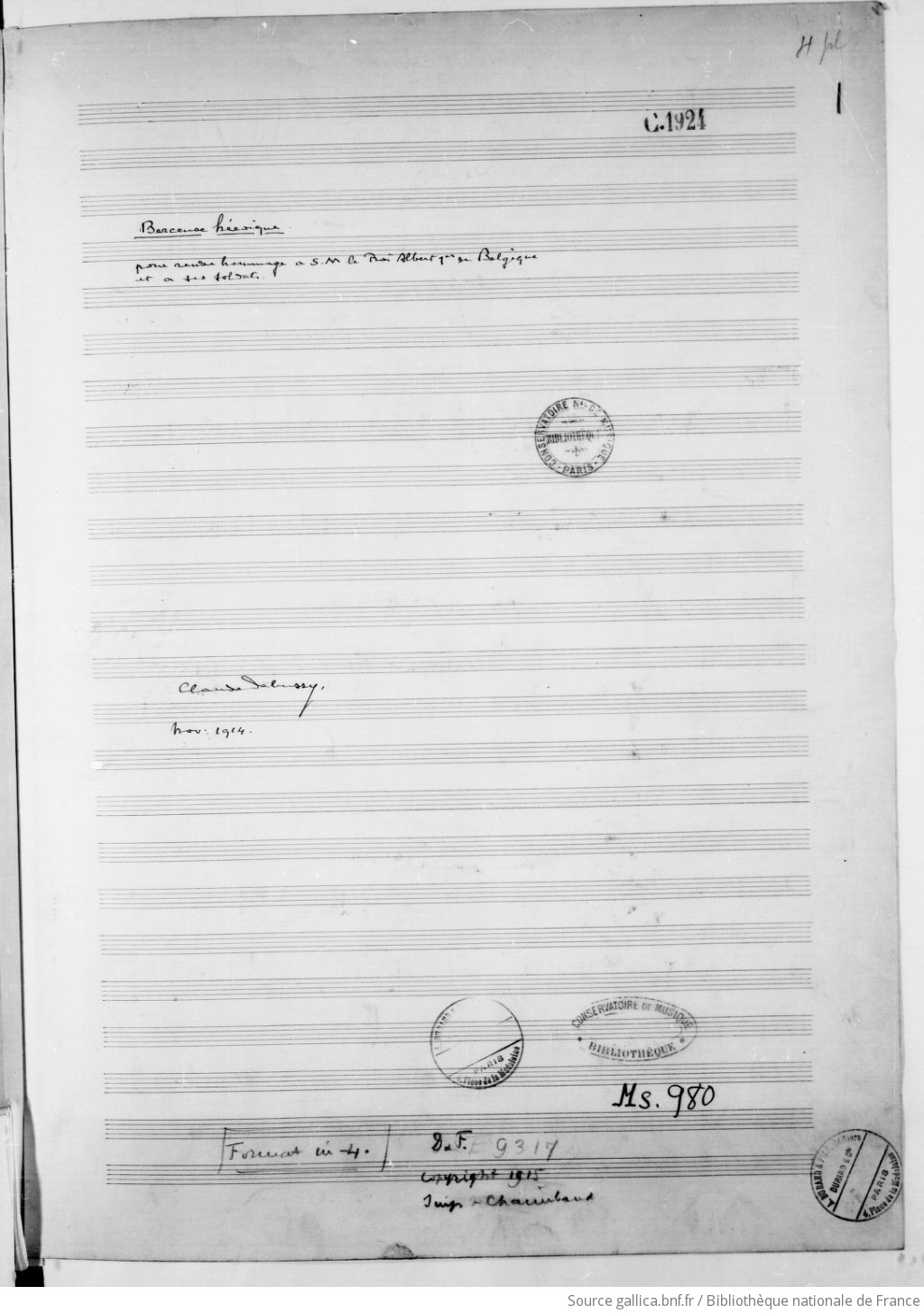
『英雄的な子守歌』自筆譜表紙。

『英雄的な子守歌』（えいゆうてきなこもりうた、フランス語: Berceuse héroïque）は、クロード・ドビュッシーが第一次世界大戦中の1914年に作曲したピアノ独奏、また管弦楽のための小品である。

## 概要
イギリスの小説家ホール・ケインからの委嘱により、第一次世界大戦の最中である1914年11月に作曲された。ケインはベルギー王アルベール1世を讃える書籍『King Albert's Book』をデイリー・テレグラフから出版した。これにはアンリ・ベルクソンやクロード・モネといった著作家や画家、サン＝サーンス、メサジェ、パデレフスキ、マスカーニ、エルガーといった作曲家が参加していた。
ドビュッシーの献辞には「ベルギーのS.M.アルベール1世王と彼の兵士に敬意を表して」とあり、「数と火力において圧倒的に上回る敵に対する英雄的な抵抗はその後欧州全土で称賛された」ことを思い出させる。楽譜は1915年にデュランから出版された。
作曲から間もなく、作曲者自身による管弦楽編曲が行われた。現在はパリ・オペラ座の図書館に収蔵されている自筆譜には「1914年12月」と日付が記入されている。このオーケストラ版は1915年10月26日にカミーユ・シュヴィヤールの指揮、コンセール・ラムルーの演奏で初演された。

## 楽器編成（管弦楽版）
フルート2、オーボエ2、コーラングレ、クラリネット（変ロ調）3、ファゴット3、ホルン4、トランペット2、トロンボーン3、チューバ、ティンパニ、ハープ2、弦五部

## 楽曲
変ホ短調、テンポはmodéréで書かれており、「悲劇的な簡素さ」の雰囲気を纏っている。執拗な低音の用法に、解体された器楽書法が「低音に詰め込まれる」ような様は、とりわけムソルグスキーを想起させる。
ハリー・ハルプライヒは「沈着で真剣な感情が立ち現れるこの音楽は、11月の霧に溺れたフランドルの塹壕の陰惨な場面につけられた音楽のようであるが、そうした想像は3つの異なる調性（変ホ、ニ、ヘ）によるトランペットの音に遮られる」と述べる。
ギィ・サクルにとって本作は「痛みと死の両方の子守歌」であり、ドビュッシー屈指の「感動的な作品」であるという。「これは作曲者の核にまで影響を与えた戦争の時代、そしてまた人知れず忍び寄ってきた病との闘いを表しているのは間違いない。」
導入に続いて「10小節のユニゾンが（中略）影の中で手探りする」。第1の部分は「子守歌と幽霊の歩みの両方のリズムで、ゆったりした巧みな和声が単色の四分音符の低音で区切られ、最後（21小節目）に軍楽ラッパ風の響きがこだまする。」続く中間部のエピソードは「少しずつ活気づき増大する」と評される。「鈍く、脅迫的なオクターヴがピアノの深みから上がってきて、ベルギーの国歌である『ラ・ブラバンソンヌ』の提示（38小節、ハ長調、堂々と "fièrement"）へと至る。」やがて、「曲は行進を回想しながら落ち着いた終わりを迎える。長大な曲を結ぶ和音の響きのただ中で、トランペットは遠くから聞こえ、長調に転じる短い間に国歌の断片が潰れて出てくるのである。」
アルフレッド・コルトーは「『英雄的な子守歌』はその物語る心情に値する感動的で深刻な作品である。悲劇的な簡素さを纏った雰囲気はときにムソルグスキーを思わせ、気高く共鳴するブラバンソンヌの音は、かつてはよく知られて謙虚であったが、闘争する人々の崇高な声となったのである。」と述べている。
管弦楽版は暗いニュアンスと「弱音器を付けた陰鬱なトランペットの強奏」を用いている。ドビュッシーはエミール・ヴュイエルモーズに宛てた手紙において「この子守歌は、憂鬱で、忘れ去られたもので、そこではブラバンソンヌが叫ぶことはない」と記している。
標準的な演奏時間は約4分半。
音楽学者のフランソワ・ルシュールが構築したドビュッシーの作品目録では、本作にはL140 (132) という番号が付されている。